# Kursan
Kursan, ungar. Kurszán [-saː-], auch Kusál, Cussan, in lateinischen Quellen dux Chussal (Chussol, Chusdal, Cusa) mutmaßlich der letzte Sakralkönig (Kende, Kündü) der Magyaren († 904 Preßburg). 
Kursan wird erstmals 894 in byzantinischen Quellen erwähnt. Zu der Zeit war er neben Árpád einer der beiden Anführer im ungarischen „Doppelfürstentum“, wobei seine genaue Rolle umstritten ist. Die Magyaren wurden damals von einem „sakralen“ Oberhaupt (kende) und einem militärischen Befehlshaber (gyula) angeführt, deren genaue Aufgabenteilung nicht überliefert ist. Möglicherweise hatte der Kende eher repräsentative Aufgaben, während sich der Gyula um die Alltagsgeschäfte kümmerte. Vorbilder für diese Funktionen finden sich bei den Chasaren, einem halbnomadischen Volk in Zentralasien.
Wegen fehlender Quellen ist über Kursans Leben sehr wenig bekannt. Der nach ihm benannte Stamm soll in der gleichnamigen Burg auf dem verlassenen Gelände des römischen Amphitheaters von Aquincum (dem heutigen Budapest) gesiedelt haben. Nach der Niederlage der Magyaren im Jahr 893 gegen das Turkvolk der Petschenegen, das sich mit dem bulgarischen König Simeon I. verbündet hatte, wurden der Kende Levedi und der schon betagte Gyula Álmos gestürzt, nachdem sie sich vergeblich um die Unterstützung des Khagan der Chasaren bemüht hatten. Kursan könnte damals zum Kende aufgestiegen sein. Auf Drängen des byzantinischen Kaisers Leo VI., der nach Angaben des Geschichtsschreibers Georgios Monachos mit Kursan verhandelte, wandten sich die Magyaren 895 abermals gegen Bulgarien, erlitten jedoch erneut eine Niederlage und wurden aus ihrem angestammten Siedlungsgebiet zwischen Donau und Dnjepr vertrieben, woraufhin sie sich im östlichen Karpatenbecken ansiedelten („Landnahme“).
904 oder 906 wurde Kursan bei einem Gastmahl in Preßburg (Bratislava) von bajuwarischen Adeligen ermordet. Daraufhin erhob sich Árpád zum Alleinherrscher, entmachtete Kursans Anhänger und schuf nach der Schlacht bei Preßburg (907), in der die Bajuwaren von seinem Heer vernichtend geschlagen wurden, ein magyarisches Großreich.